# Яценко, Михаил Трофимович
Михаил Трофимович Яце́нко (1923—1996) — советский и украинский литературовед, фольклорист. 

## Биография
Родился 7 октября 1923 года в селе Свидовец Бобровицкого района (ныне Черниговской области Украины).
Окончил КГУ имени Т. Г. Шевченко (1950). Доктор филологических наук (1980), профессор. В 1952—1962 годах — на издательской работе (нач. управление изд-во МК СССР). С 1962 года — сотрудник Института искусствоведения, фольклористики и этнологии; с 1966 года — сотрудник Института литературы имени Т. Г. Шевченко АН УССР.
Умер 20 июля 1996 года в Киеве.

## Произведения
Автор монографий:
- «Володимир Гнатюк. Життя і фольклористична діяльність» (1964),
- «На рубежі літературних епох. „Енеїда“ Котляревського і художній прогрес в українській літературі» (1977),
- «Питання реалізму і позитивний герой в українській літературно-естетичній думці першої половини XIX ст.» (1979),

Автор многих статей и исследований, среди которых:
- «Українська романтична поезія 20—60-х років XIX ст.» (1987),
- «Микола Костомаров — літературний критик» (1988),
- «Міфологія. Література. Мистецтво» (1990),
- «Літературне просвітництво в Україні. До проблеми типології і національної своєрідності» (1996),
- «Гердеризм і українська літературно-теоретична думка доби романтизму» (1997).

Соавтор:
- «Історії української літератури XX ст.» в 2-х томах, т. І (1995)
- «Історії української літератури XIX ст.» у 3-х книгах (1995–1997),

Ответственный редактор коллективных сборников статей, посвященных вопросам жанров, индивидуальных стилей писателей, истории реализма в русской литературе XIX — начала XX веков;
Вместе с другими учёными исследовал украинский романтизм (в поэзии, прозе, драматургии).
Составитель нескольких фольклорных сборников, в частности «Песни Явдохи Зуихи» (1965).
Был членом редколлегии, составителя (тт. 42, 43) и редактором (тт. 27, 38) вид. Собрание сочинений И. Франко в 50 томах.

## Награды
- Государственная премия УССР имени Т. Г. Шевченко (1988) — за разработку научных принципов, составление, подготовку текстов и комментарии собрания сочинений И. Я. Франко в 50 томах.
- орден Отечественной войны 2-й степени (6.11.1985).